# نيلز فاندربروك
نيلز فاندربروك هو لاعب كرة قدم بلجيكي في مركز الدفاع، ولد في 15 مارس 1991 في بلجيكا. لعب مع زولته فاريجيم.

## وصلات خارجية
- نيلز فاندربروك على موقع قاعدة بيانات كرة القدم.إي يو (الإنجليزية)
- نيلز فاندربروك على موقع Soccerway.com (الإنجليزية)
- نيلز فاندربروك على موقع AS.com (الإسبانية)